# MLB 2013
Die MLB-Saison 2013, die 112. Saison der Major League Baseball, wurde am 31. März 2013 mit dem Eröffnungsspiel zwischen den Houston Astros und den Texas Rangers eröffnet, welches die Astros mit 8–2 gewannen. Die Saison endet am 29. September 2013.
Während der Regular Season kämpfen 30 Mannschaften in je 162 Spielen um den Einzug in die Play-offs. Der Beginn der World Series 2013 wird Ende Oktober sein. Titelverteidiger sind die San Francisco Giants, die die World Series 2012 für sich entscheiden konnten.
Nachdem die Houston Astros von der National League in die American League gewechselt haben, spielen neu in jeder Division fünf Mannschaften. Dadurch hat nun jede Mannschaft 142 Innerleague- und 20 Interleague-Spiele (bisher 15–18 je nach Mannschaft).
Das MLB All-Star Game 2013 findet am 16. Juli 2013 im Citi Field in Queens, New York City statt. Die siegreiche Liga hat Heimrecht in den World Series.

## Teilnehmende Teams
Auf die Saison 2013 sind die Houston Astros von der National League Central in die American League West gewechselt und treffen dort auf ihre direkten Konkurrenten die Texas Rangers. Somit haben beide Ligen neu 15 Teams.
| American League        |                    |                   |
| West                   | Central            | East              |
| Oakland Athletics      | Detroit Tigers     | New York Yankees  |
| Texas Rangers          | Chicago White Sox  | Baltimore Orioles |
| L.A. Angels of Anaheim | Kansas City Royals | Tampa Bay Rays    |
| Seattle Mariners       | Cleveland Indians  | Toronto Blue Jays |
| Houston Astros         | Minnesota Twins    | Boston Red Sox    |

| National League      |                     |                       |
| West                 | Central             | East                  |
| San Francisco Giants | Cincinnati Reds     | Washington Nationals  |
| Los Angeles Dodgers  | St. Louis Cardinals | Atlanta Braves        |
| Arizona Diamondbacks | Milwaukee Brewers   | Philadelphia Phillies |
| San Diego Padres     | Pittsburgh Pirates  | New York Mets         |
| Colorado Rockies     | Chicago Cubs        | Miami Marlins         |

* Sortiert entsprechend der Vorjahresplatzierungen in den jeweiligen Divisionen, Houston Astros wurden am Ende eingefügt. Grün eingefärbt sind die Teams, die sich im Vorjahr für die Postseason qualifizieren konnten.

## Spring Training
Ab dem 23. Februar 2013 lief die Saisonvorbereitung der MLB, das sogenannte Spring Training, bei dem die Teams in der Grapefruit League und der Cactus League neue Spieler testeten, aber auch ihre angestrebten Stammformationen einspielten. Die letzte Partie des Spring Training fand am 30. März statt.

### Tabellen des Spring Training 2013
Die in den Tabellen der Grapefruit und Cactus League blau markierten Teams sind Mitglieder der National League, die rot markierten spielen in der American League.
| Pos. | Team                  | W  | L  | %    | GB  |
| ---- | --------------------- | -- | -- | ---- | --- |
| 01   | Baltimore Orioles     | 19 | 09 | .679 | −   |
| 02   | Detroit Tigers        | 19 | 14 | .576 | 2.5 |
| 03   | Atlanta Braves        | 20 | 15 | .571 | 2.5 |
| 04   | St. Louis Cardinals   | 16 | 15 | .516 | 4.5 |
| 05   | Minnesota Twins       | 17 | 16 | .515 | 4.5 |
| 06   | Boston Red Sox        | 17 | 17 | .500 | 5.0 |
| 07   | New York Mets         | 15 | 15 | .500 | 5.0 |
| 08   | Philadelphia Phillies | 16 | 17 | .485 | 5.5 |
|      | Toronto Blue Jays     | 16 | 17 | .485 | 5.5 |
| 10   | Houston Astros        | 15 | 16 | .484 | 5.5 |
| 11   | Tampa Bay Rays        | 15 | 17 | .469 | 6.0 |
| 12   | Miami Marlins         | 13 | 16 | .448 | 6.5 |
| 13   | New York Yankees      | 14 | 18 | .438 | 7.0 |
|      | Washington Nationals  | 14 | 18 | .438 | 7.0 |
| 15   | Pittsburgh Pirates    | 13 | 18 | .419 | 7.5 |

| Pos. | Team                 | W  | L  | %    | GB   |
| ---- | -------------------- | -- | -- | ---- | ---- |
| 01   | Kansas City Royals   | 25 | 07 | .781 | −    |
| 02   | Seattle Mariners     | 22 | 11 | .667 | 3.5  |
| 03   | Oakland Athletics    | 17 | 13 | .567 | 7.0  |
| 04   | Colorado Rockies     | 16 | 15 | .516 | 8.5  |
|      | San Francisco Giants | 16 | 15 | .516 | 8.5  |
| 06   | Cleveland Indians    | 17 | 16 | .515 | 8.5  |
| 07   | Texas Rangers        | 17 | 17 | .500 | 9.0  |
| 08   | Chicago White Sox    | 14 | 14 | .500 | 9.0  |
| 09   | Arizona Diamondbacks | 16 | 17 | .485 | 9.5  |
| 10   | Chicago Cubs         | 16 | 19 | .457 | 10.5 |
| 11   | San Diego Padres     | 16 | 20 | .444 | 11.0 |
| 12   | Milwaukee Brewers    | 13 | 18 | .419 | 11.5 |
| 13   | Cincinnati Reds      | 13 | 20 | .394 | 12.5 |
|      | L.A. Dodgers         | 13 | 20 | .394 | 12.5 |
| 15   | L.A. Angels          | 10 | 20 | .333 | 14.0 |

## Reguläre Saison

### Kurzerklärung Spielbetrieb und Tabellenaufbau
Die AL und die NL sind jeweils für den Spielbetrieb in drei Divisionen unterteilt. Die Zuordnung erfolgt nach regionalen Kriterien: East, Central und West Division. Der Spielbetrieb läuft vom 31. März 2013 bis zum 29. September 2013.
Die Tabellenplatzierungen sind für das Erreichen der Postseason verantwortlich: Die drei jeweiligen Divisionssieger und die nach Winning Percentage beiden weiteren besten Teams tragen in drei Runden die Meisterschaft in der American beziehungsweise National League aus. Die jeweiligen Meister treffen dann in der World Series aufeinander.
Die Rangfolge der Mannschaften in der Tabelle ergibt sich während der Saison grundsätzlich aus dem aktuellen Verhältnis von Siegen zu Spielen insgesamt als sogenannte Winning Percentage. Der Grund hierfür liegt in der ungleichmäßigen Verteilung der Spiele über den Kalender, so dass manche Mannschaften zwischenzeitlich drei oder mehr Spiele mehr ausgetragen haben als andere. Damit wird zum Beispiel die Bilanz eines Teams A mit 15 Siegen und 15 Niederlagen (.500 als entsprechende Percentage ausgedrückt) für exakt gleichwertig erachtet mit der Bilanz eines Teams B, das zum gleichen Zeitpunkt 16 Siege und 16 Niederlagen erzielte. Für die Abschlusstabellen ist dies jedoch ohne Belang, da zum Saisonende alle Mannschaften die seit 1961 üblichen 162 Saisonspiele ausgetragen haben. Deshalb reicht die Angabe von Siegen und Niederlagen (Unentschieden sind heutzutage unüblich).
Mit der Angabe GB (Games Behind) wird dokumentiert, wie groß der Rückstand eines Verfolgers auf den Tabellenersten ist. Hiermit wird ausgedrückt, wie viele Siege der Verfolger bei gleichzeitiger Niederlage des Führenden theoretisch bräuchte, um Gleichstand zu erreichen. Die Angabe GB wird auf 0.5 Spiele genau ausgedrückt: Hat zum Beispiel Mannschaft A 10 Siege und 5 Niederlagen, Mannschaft B hingegen 9 Siege und 5 Niederlagen, würde bereits ein eigener Sieg (ohne Niederlage von A) zu Tabellengleichstand führen.
Um die Entwicklung während der Saison zumindest anzudeuten, wurden die Tabellenpositionen der Mannschaften Ende April und Ende Mai festgehalten. Als weiterer Meilenstein dient die All-Star-Break, die Pause im Spielbetrieb anlässlich des All-Star-Game; ähnlich der Herbstmeisterschaft im Fußball wird so zur Saisonmitte ein Zwischenstand ermittelt. Die letzte Zwischeninformation ist eher willkürlich auf den Termin 31. August bezogen, um etwa vier Wochen vor Saisonende beurteilen zu können, inwieweit die jeweilige Division zu diesem Zeitpunkt bereits vorentschieden war oder gegebenenfalls der zu diesem Zeitpunkt Führende noch verdrängt wurde.

### Saisonverlauf der regulären Saison

#### American League

##### April
Zum 30. April ergaben sich in der American League folgende Platzierungen:
| East Division | East Division     | East Division | East Division | East Division |    | Central Division   | Central Division | Central Division | Central Division | Central Division |                    | West Division | West Division | West Division | West Division | West Division |
| PS            | Franchise         | W             | L             | GB            | PS | Franchise          | W                | L                | GB               | PS               | Franchise          | W             | L             | GB            |               |               |
| 1             | Boston Red Sox    | 18            | 8             | --            | 3  | Detroit Tigers     | 15               | 10               | --               | 2                | Texas Rangers      | 17            | 9             | --            |               |               |
| WC            | New York Yankees  | 16            | 10            | 2.0           |    | Kansas City Royals | 14               | 10               | 0.5              |                  | Oakland Athletics  | 16            | 12            | 2.0           |               |               |
| WC            | Baltimore Orioles | 16            | 11            | 2.5           |    | Minnesota Twins    | 11               | 12               | 3.0              |                  | Seattle Mariners   | 12            | 17            | 6.5           |               |               |
|               | Tampa Bay Rays    | 12            | 14            | 6.0           |    | Cleveland Indians  | 11               | 13               | 3.5              |                  | Los Angeles Angels | 9             | 17            | 8.0           |               |               |
|               | Toronto Blue Jays | 10            | 17            | 8.5           |    | Chicago White Sox  | 10               | 15               | 5.0              |                  | Houston Astros     | 8             | 19            | 9.5           |               |               |

PS = Postseason; Zahl = Rang auf Setzliste bzw. WC = Wild Card (beste zwei Mannschaften nach den Divisionssiegern)
W = Wins (Siege), L = Losses (Niederlagen), GB = Games Behind (Rückstand auf Führenden: Zahl der notwendigen Niederlagen des Führenden bei gleichzeitigem eigenen Sieg)

##### Mai
Zum 31. Mai  ergaben sich in der American League folgende Platzierungen:
| East Division | East Division     | East Division | East Division | East Division |    | Central Division   | Central Division | Central Division | Central Division | Central Division |                    | West Division | West Division | West Division | West Division | West Division |
| PS            | Franchise         | W             | L             | GB            | PS | Franchise          | W                | L                | GB               | PS               | Franchise          | W             | L             | GB            |               |               |
| 2             | Boston Red Sox    | 33            | 23            | --            | 3  | Detroit Tigers     | 29               | 24               | --               | 1                | Texas Rangers      | 34            | 20            | --            |               |               |
| WC            | New York Yankees  | 31            | 23            | 1.0           | ▲  | Cleveland Indians  | 29               | 25               | 0.5              | WC               | Oakland Athletics  | 32            | 24            | 3.0           |               |               |
|               | Baltimore Orioles | 31            | 24            | 1.5           | ▲  | Chicago White Sox  | 24               | 28               | 4.5              | ▲                | Los Angeles Angels | 25            | 30            | 9.5           |               |               |
|               | Tampa Bay Rays    | 30            | 24            | 2.0           | ▼  | Minnesota Twins    | 23               | 29               | 5.5              | ▼                | Seattle Mariners   | 24            | 31            | 10.5          |               |               |
|               | Toronto Blue Jays | 23            | 32            | 9.5           | ▼  | Kansas City Royals | 22               | 30               | 6.5              |                  | Houston Astros     | 18            | 37            | 16.5          |               |               |

Pfeile: ▲ Verbesserung ggü. April, ▼ Verschlechterung ggü. April, sonst siehe AL April

##### Juni bis All-Star Break (16. Juli 2013)
Zur All-Star-Break (16. Juli 2013) ergaben sich in der AL folgende Platzierungen:
| East Division | East Division     | East Division | East Division | East Division |    | Central Division   | Central Division | Central Division | Central Division | Central Division |                    | West Division | West Division | West Division | West Division | West Division |
| PS            | Franchise         | W             | L             | GB            | PS | Franchise          | W                | L                | GB               | PS               | Franchise          | W             | L             | GB            |               |               |
| 1             | Boston Red Sox    | 58            | 39            | --            | 3  | Detroit Tigers     | 52               | 42               | --               | ▲ 2              | Oakland Athletics  | 56            | 39            | --            |               |               |
| ▲ WC          | Tampa Bay Rays    | 55            | 41            | 2.5           |    | Cleveland Indians  | 51               | 44               | 1.5              | ▼ WC             | Texas Rangers      | 54            | 41            | 2.0           |               |               |
|               | Baltimore Orioles | 53            | 43            | 4.5           | ▲  | Kansas City Royals | 43               | 49               | 8.0              |                  | Los Angeles Angels | 44            | 49            | 11.0          |               |               |
| ▼             | New York Yankees  | 51            | 44            | 6.0           |    | Minnesota Twins    | 39               | 53               | 12.0             |                  | Seattle Mariners   | 43            | 52            | 13.0          |               |               |
|               | Toronto Blue Jays | 45            | 49            | 11.5          | ▼  | Chicago White Sox  | 37               | 55               | 14.0             |                  | Houston Astros     | 33            | 61            | 22.5          |               |               |

 Pfeile: ▲ Verbesserung ggü. Mai, ▼ Verschlechterung ggü. Mai, Erläuterungen: siehe AL April 

##### Zweite Julihälfte und August
Zum 31. August ergaben sich in der AL folgende Platzierungen:
| East Division | East Division     | East Division | East Division | East Division |    | Central Division   | Central Division | Central Division | Central Division | Central Division |                    | West Division | West Division | West Division | West Division | West Division |
| PS            | Franchise         | W             | L             | GB            | PS | Franchise          | W                | L                | GB               | PS               | Franchise          | W             | L             | GB            |               |               |
| 1             | Boston Red Sox    | 81            | 56            | --            | 2  | Detroit Tigers     | 80               | 56               | --               | ▲ 3              | Texas Rangers      | 79            | 56            | --            |               |               |
| WC            | Tampa Bay Rays    | 75            | 59            | 4.5           |    | Cleveland Indians  | 71               | 64               | 8.5              | ▼ WC             | Oakland Athletics  | 77            | 58            | 2.0           |               |               |
| ▲             | New York Yankees  | 72            | 63            | 8.0           |    | Kansas City Royals | 69               | 66               | 10.5             |                  | Los Angeles Angels | 62            | 72            | 16.5          |               |               |
| ▼             | Baltimore Orioles | 71            | 63            | 8.5           |    | Minnesota Twins    | 58               | 76               | 21.0             |                  | Seattle Mariners   | 62            | 73            | 17.0          |               |               |
|               | Toronto Blue Jays | 62            | 74            | 18.5          |    | Chicago White Sox  | 56               | 78               | 23.0             |                  | Houston Astros     | 44            | 91            | 35.0          |               |               |

 Pfeile: ▲ Verbesserung ggü. Juli, ▼ Verschlechterung ggü. Juli, Erläuterungen: siehe AL April 

##### September
Die Tabellen in der American League zeigen folgendes Bild:
| East Division | East Division     | East Division | East Division | East Division |    | Central Division   | Central Division | Central Division | Central Division | Central Division |                    | West Division | West Division | West Division | West Division | West Division |
| PS            | Franchise         | W             | L             | GB            | PS | Franchise          | W                | L                | GB               | PS               | Franchise          | W             | L             | GB            |               |               |
| 1             | Boston Red Sox    | 97            | 65            | --            | 3  | Detroit Tigers     | 93               | 69               | --               | ▲ 2              | Oakland Athletics  | 96            | 66            | --            |               |               |
| WC            | Tampa Bay Rays    | 91            | 71            | 6.0           | WC | Cleveland Indians  | 92               | 70               | 1.0              | ▼                | Texas Rangers      | 91            | 71            | 5.0           |               |               |
| ▲             | Baltimore Orioles | 85            | 77            | 12.0          |    | Kansas City Royals | 86               | 76               | 7.0              |                  | Los Angeles Angels | 78            | 84            | 18.0          |               |               |
| ▼             | New York Yankees  | 85            | 77            | 12            |    | Minnesota Twins    | 66               | 96               | 27.0             |                  | Seattle Mariners   | 71            | 91            | 25.0          |               |               |
|               | Toronto Blue Jays | 74            | 88            | 23.0          |    | Chicago White Sox  | 63               | 99               | 30.0             |                  | Houston Astros     | 51            | 111           | 45.0          |               |               |

 Pfeile: ▲ Verbesserung ggü. August, ▼ Verschlechterung ggü. August, Erläuterungen: siehe AL April

#### National League

##### April
Zum 30. April ergaben sich in der National League folgende Platzierungen:
| East Division | East Division         | East Division | East Division | East Division |    | Central Division    | Central Division | Central Division | Central Division | Central Division |                      | West Division | West Division | West Division | West Division | West Division |
| PS            | Franchise             | W             | L             | GB            | PS | Franchise           | W                | L                | GB               | PS               | Franchise            | W             | L             | GB            |               |               |
| 1             | Atlanta Braves        | 17            | 9             | --            | 3  | St. Louis Cardinals | 15               | 11               | --               | 2                | Colorado Rockies     | 16            | 11            | --            |               |               |
|               | Washington Nationals  | 13            | 14            | 4.5           | WC | Milwaukee Brewers   | 14               | 11               | 0.5              | WC               | Arizona Diamondbacks | 15            | 12            | 1.0           |               |               |
|               | Philadelphia Phillies | 12            | 15            | 5.5           | WC | Pittsburgh Pirates  | 15               | 12               | 0.5              | WC               | San Francisco Giants | 15            | 12            | 1.0           |               |               |
|               | New York Mets         | 10            | 15            | 6.5           |    | Cincinnati Reds     | 15               | 13               | 1.0              |                  | Los Angeles Dodgers  | 13            | 13            | 2.5           |               |               |
|               | Miami Marlins         | 8             | 19            | 9.5           |    | Chicago Cubs        | 10               | 16               | 5.0              |                  | San Diego Padres     | 10            | 16            | 5.5           |               |               |

 Erklärungen: siehe AL 

##### Mai
Zum 31. Mai ergaben sich in der National League folgende Platzierungen:
| East Division | East Division         | East Division | East Division | East Division |      | Central Division    | Central Division | Central Division | Central Division | Central Division |                      | West Division | West Division | West Division | West Division | West Division |
| PS            | Franchise             | W             | L             | GB            | PS   | Franchise           | W                | L                | GB               | PS               | Franchise            | W             | L             | GB            |               |               |
| 2             | Atlanta Braves        | 32            | 22            | --            | 1    | St. Louis Cardinals | 35               | 18               | --               | ▲ 3              | Arizona Diamondbacks | 30            | 24            | --            |               |               |
|               | Washington Nationals  | 28            | 27            | 4.5           | ▲ WC | Cincinnati Reds     | 34               | 21               | 2.0              | ▲                | San Francisco Giants | 29            | 25            | 1.0           |               |               |
|               | Philadelphia Phillies | 26            | 29            | 6.5           | WC   | Pittsburgh Pirates  | 34               | 21               | 2.0              | ▼                | Colorado Rockies     | 28            | 27            | 2.5           |               |               |
|               | New York Mets         | 22            | 30            | 9.0           | ▲    | Chicago Cubs        | 23               | 30               | 12.0             | ▲                | San Diego Padres     | 25            | 29            | 5.0           |               |               |
|               | Miami Marlins         | 14            | 41            | 18.5          | ▼    | Milwaukee Brewers   | 20               | 33               | 15.0             | ▼                | Los Angeles Dodgers  | 23            | 30            | 6.5           |               |               |

 Pfeile: ▲ Verbesserung ggü. April, ▼ Verschlechterung ggü. April, sonst siehe AL April 

##### Juni bis All-Star Break (16. Juli 2013)
Zur All-Star-Break (16. Juli 2013) ergaben sich in der NL folgende Platzierungen:
| East Division | East Division         | East Division | East Division | East Division |      | Central Division    | Central Division | Central Division | Central Division | Central Division |                      | West Division | West Division | West Division | West Division | West Division |
| PS            | Franchise             | W             | L             | GB            | PS   | Franchise           | W                | L                | GB               | PS               | Franchise            | W             | L             | GB            |               |               |
| 2             | Atlanta Braves        | 54            | 41            | --            | 1    | St. Louis Cardinals | 57               | 36               | --               | 3                | Arizona Diamondbacks | 50            | 45            | --            |               |               |
|               | Washington Nationals  | 48            | 47            | 6.0           | ▲ WC | Pittsburgh Pirates  | 56               | 37               | 1.0              | ▲                | Los Angeles Dodgers  | 47            | 47            | 2.5           |               |               |
|               | Philadelphia Phillies | 48            | 48            | 6.5           | ▼ WC | Cincinnati Reds     | 53               | 42               | 5.0              |                  | Colorado Rockies     | 46            | 50            | 4.5           |               |               |
|               | New York Mets         | 41            | 50            | 11.0          |      | Chicago Cubs        | 42               | 51               | 15.0             | ▼                | San Francisco Giants | 43            | 51            | 6.5           |               |               |
|               | Miami Marlins         | 35            | 58            | 18.0          |      | Milwaukee Brewers   | 38               | 56               | 19.5             | ▼                | San Diego Padres     | 42            | 54            | 8.5           |               |               |

 Pfeile: ▲ Verbesserung ggü. Mai, ▼ Verschlechterung ggü. Mai, sonst siehe AL April 

##### Zweite Julihälfte und August
Zum 31. August ergaben sich in der NL folgende Platzierungen:
| East Division | East Division         | East Division | East Division | East Division |      | Central Division    | Central Division | Central Division | Central Division | Central Division |                      | West Division | West Division | West Division | West Division | West Division |
| PS            | Franchise             | W             | L             | GB            | PS   | Franchise           | W                | L                | GB               | PS               | Franchise            | W             | L             | GB            |               |               |
| 1             | Atlanta Braves        | 83            | 52            | --            | ▲ 2  | Pittsburgh Pirates  | 79               | 56               | --               | ▲ 3              | Los Angeles Dodgers  | 80            | 55            | --            |               |               |
|               | Washington Nationals  | 68            | 67            | 15.0          | ▼ WC | St. Louis Cardinals | 78               | 57               | 1.0              | ▼                | Arizona Diamondbacks | 69            | 65            | 10.5          |               |               |
| ▲             | New York Mets         | 62            | 72            | 20.5          | WC   | Cincinnati Reds     | 76               | 60               | 3.5              |                  | Colorado Rockies     | 64            | 73            | 17.0          |               |               |
| ▼             | Philadelphia Phillies | 62            | 74            | 21.5          | ▲    | Milwaukee Brewers   | 59               | 76               | 20.0             | ▲                | San Diego Padres     | 60            | 75            | 20.0          |               |               |
|               | Miami Marlins         | 49            | 85            | 33.5          | ▼    | Chicago Cubs        | 57               | 78               | 22.0             | ▼                | San Francisco Giants | 60            | 75            | 20.0          |               |               |

 Pfeile: ▲ Verbesserung ggü. Juli, ▼ Verschlechterung ggü. Juli, sonst siehe AL April 

##### September
Die Tabellen in der National League zeigen folgendes Bild:
| East Division | East Division         | East Division | East Division | East Division |      | Central Division    | Central Division | Central Division | Central Division | Central Division |                      | West Division | West Division | West Division | West Division | West Division |
| PS            | Franchise             | W             | L             | GB            | PS   | Franchise           | W                | L                | GB               | PS               | Franchise            | W             | L             | GB            |               |               |
| 2             | Atlanta Braves        | 96            | 66            | --            | ▲ 1  | St. Louis Cardinals | 97               | 65               | --               | 3                | Los Angeles Dodgers  | 92            | 70            | --            |               |               |
|               | Washington Nationals  | 86            | 76            | 10.0          | ▼ WC | Pittsburgh Pirates  | 94               | 68               | 3.0              |                  | Arizona Diamondbacks | 81            | 81            | 11.0          |               |               |
|               | New York Mets         | 74            | 88            | 22.0          | WC   | Cincinnati Reds     | 90               | 72               | 7.0              | ▲                | San Diego Padres     | 76            | 86            | 16.0          |               |               |
|               | Philadelphia Phillies | 73            | 89            | 23.0          |      | Milwaukee Brewers   | 74               | 88               | 23.0             | ▲                | San Francisco Giants | 76            | 86            | 16.0          |               |               |
|               | Miami Marlins         | 62            | 100           | 34.0          |      | Chicago Cubs        | 66               | 96               | 31.0             | ▼                | Colorado Rockies     | 74            | 88            | 18.0          |               |               |

 Pfeile: ▲ Verbesserung ggü. Juli, ▼ Verschlechterung ggü. August, sonst siehe AL April 

## Spielerstatistik

### Hitting
| American League | American League | American League | American League | National League | National League                | National League | National League |
| Stat            | Player          | Team            | Total           | Stat            | Player                         | Team            | Total           |
| --------------- | --------------- | --------------- | --------------- | --------------- | ------------------------------ | --------------- | --------------- |
| AVG             | Miguel Cabrera  | DET             | .348            | AVG             | Michael Cuddyer                | COL             | .331            |
| HR              | Chris Davis     | BAL             | 53              | HR              | Pedro Álvarez Paul Goldschmidt | PIT ARI         | 36              |
| RBI             | Chris Davis     | BAL             | 138             | RBI             | Paul Goldschmidt               | ARI             | 125             |
| R               | Mike Trout      | LAA             | 109             | R               | Matt Carpenter                 | STL             | 126             |
| H               | Adrián Beltré   | TEX             | 199             | H               | Matt Carpenter                 | STL             | 199             |
| SB              | Jacoby Ellsbury | BOS             | 52              | SB              | Eric Young, Jr.                | NYM/COL         | 46              |

### Pitching
| American League | American League | American League | American League | National League | National League                   | National League | National League |
| Stat            | Player          | Team            | Total           | Stat            | Player                            | Team            | Total           |
| --------------- | --------------- | --------------- | --------------- | --------------- | --------------------------------- | --------------- | --------------- |
| W               | Max Scherzer    | DET             | 21              | W               | Adam Wainwright Jordan Zimmermann | WAS STL         | 19              |
| L               | Lucas Harrell   | HOU             | 17              | L               | Edwin Jackson                     | CHC             | 18              |
| ERA             | Aníbal Sánchez  | DET             | 2.57            | ERA             | Clayton Kershaw                   | LAD             | 1.83            |
| K               | Yu Darvish      | TEX             | 277             | K               | Clayton Kershaw                   | LAD             | 232             |
| IP              | James Shields   | KC              | 228.2           | IP              | Adam Wainwright                   | STL             | 241.2           |
| SV              | Jim Johnson     | BAL             | 50              | SV              | Craig Kimbrel                     | ATL             | 50              |

## Postseason
Hauptartikel: NLWC 2013, ALWC 2013, NLDS 2013, ALDS 2013, NLCS 2013, ALCS 2013, World Series 2013

### Modus und Teilnehmer
Statt der besten vier, wie in den Vorjahren, spielten in diesem Jahr die besten fünf Mannschaften den jeweiligen Sieger der American League bzw. National League aus, die dann in der World Series 2013 den World-Series-Gewinner ermitteln.
Ab Anfang Oktober werden die Division Series und anschließend die jeweilige Championship Series ausgespielt. Hierzu treffen zunächst die beiden Wild-Card-Gewinner in einem Spiel aufeinander. Die drei Division-Sieger und der Gewinner des Wild-Card-Spiels treffen in zwei Division-Series-Begegnungen im Best-of-Five-Modus aufeinander (ALDS bzw. NLDS = American oder National League Division Series). Anschließend spielen die Sieger der Division-Series-Begegnungen im Best-of-Seven-Verfahren den jeweiligen League-Champion aus (ALCS bzw. NLCS = American oder National League Championship Series).
Die Wild-Card-Sieger spielen gegen den besten Divisionssieger, also die Mannschaft mit den meisten Siegen aus den regulären Saisonspielen. Im Gegensatz zu den Vorjahren kann er auch gegen den Sieger seiner eigenen Division spielen.

### Schema
In der Postseason kam es zu folgenden Ergebnissen:
|  | Wild Card Games | Wild Card Games     | Wild Card Games     |   |                     | League Division Series | League Division Series | League Division Series |  |  | League Championship Series | League Championship Series | League Championship Series |  |  | World Series | World Series | World Series |
|  |                 |                     |                     |   |                     |                        |                        |                        |  |  |                            |                            |                            |  |  |              |              |              |
|  |                 |                     |                     |   |                     | 2                      | Oakland Athletics      | 2                      |  |  |                            |                            |                            |  |  |              |              |              |
|  |                 |                     |                     |   |                     | 2                      | Oakland Athletics      | 2                      |  |  |                            |                            |                            |  |  |              |              |              |
|  | 3               | Detroit Tigers      | 3                   |   |                     |                        |                        |                        |  |  |                            |                            |                            |  |  |              |              |              |
|  | 3               | Detroit Tigers      | 3                   | 3 | Detroit Tigers      | 2                      |                        |                        |  |  |                            |                            |                            |  |  |              |              |              |
|  | American League |                     |                     | 3 | Detroit Tigers      | 2                      |                        |                        |  |  |                            |                            |                            |  |  |              |              |              |
|  |                 | 1                   | Boston Red Sox      | 4 |                     |                        |                        |                        |  |  |                            |                            |                            |  |  |              |              |              |
|  |                 |                     |                     |   |                     | 1                      | Boston Red Sox         | 3                      |  |  |                            |                            |                            |  |  |              |              |              |
|  |                 |                     |                     |   |                     | 1                      | Boston Red Sox         | 3                      |  |  |                            |                            |                            |  |  |              |              |              |
|  |                 |                     |                     |   |                     | WC2                    | Tampa Bay Rays         | 1                      |  |  |                            |                            |                            |  |  |              |              |              |
|  | WC1             | Cleveland Indians   | 0                   |   |                     | WC2                    | Tampa Bay Rays         | 1                      |  |  |                            |                            |                            |  |  |              |              |              |
|  | WC1             | Cleveland Indians   | 0                   |   |                     |                        |                        |                        |  |  |                            |                            |                            |  |  |              |              |              |
|  | WC2             | Tampa Bay Rays      | 1                   |   |                     | AL                     | Boston Red Sox         | 4                      |  |  |                            |                            |                            |  |  |              |              |              |
|  | WC2             | Tampa Bay Rays      | 1                   |   |                     | AL                     | Boston Red Sox         | 4                      |  |  |                            |                            |                            |  |  |              |              |              |
|  |                 |                     |                     |   | NL                  | St. Louis Cardinals    | 2                      |                        |  |  |                            |                            |                            |  |  |              |              |              |
|  |                 |                     |                     |   | NL                  | St. Louis Cardinals    | 2                      |                        |  |  |                            |                            |                            |  |  |              |              |              |
|  | 2               | Atlanta Braves      | 1                   |   |                     |                        |                        |                        |  |  |                            |                            |                            |  |  |              |              |              |
|  | 2               | Atlanta Braves      | 1                   |   |                     |                        |                        |                        |  |  |                            |                            |                            |  |  |              |              |              |
|  | 3               | Los Angeles Dodgers | 3                   |   |                     |                        |                        |                        |  |  |                            |                            |                            |  |  |              |              |              |
|  | 3               | Los Angeles Dodgers | 3                   | 3 | Los Angeles Dodgers | 2                      |                        |                        |  |  |                            |                            |                            |  |  |              |              |              |
|  | National League |                     |                     | 3 | Los Angeles Dodgers | 2                      |                        |                        |  |  |                            |                            |                            |  |  |              |              |              |
|  |                 | 1                   | St. Louis Cardinals | 4 |                     |                        |                        |                        |  |  |                            |                            |                            |  |  |              |              |              |
|  |                 |                     |                     |   |                     | 1                      | St. Louis Cardinals    | 3                      |  |  |                            |                            |                            |  |  |              |              |              |
|  |                 |                     |                     |   |                     | 1                      | St. Louis Cardinals    | 3                      |  |  |                            |                            |                            |  |  |              |              |              |
|  |                 |                     |                     |   |                     | WC1                    | Pittsburgh Pirates     | 2                      |  |  |                            |                            |                            |  |  |              |              |              |
|  | WC1             | Pittsburgh Pirates  | 1                   |   |                     | WC1                    | Pittsburgh Pirates     | 2                      |  |  |                            |                            |                            |  |  |              |              |              |
|  | WC1             | Pittsburgh Pirates  | 1                   |   |                     |                        |                        |                        |  |  |                            |                            |                            |  |  |              |              |              |
|  | WC2             | Cincinnati Reds     | 0                   |   |                     |                        |                        |                        |  |  |                            |                            |                            |  |  |              |              |              |
|  | WC2             | Cincinnati Reds     | 0                   |   |                     |                        |                        |                        |  |  |                            |                            |                            |  |  |              |              |              |

Ergebnisse eintragen

Wild Card Games: ein Spiel; ALDS, NLDS (Division Series): Best-of Five; ALCS, NLCS (Championship Series), World Series: Best-of-Seven

## Ehrungen und Auszeichnungen

### Regular Season
| Award                       | American League | National League   |
| --------------------------- | --------------- | ----------------- |
| MLB Most Valuable Player    | Miguel Cabrera  | Andrew McCutchen  |
| Rookie of the Year          | Wil Myers       | José Fernández    |
| Cy Young Award              | Max Scherzer    | Clayton Kershaw   |
| Comeback Player of the Year | Mariano Rivera  | Francisco Liriano |
| Hank Aaron Award            | Miguel Cabrera  | Paul Goldschmidt  |
| TSN Player of the Year      | Miguel Cabrera  | Miguel Cabrera    |

### Spieler des Monats
Übersicht
| Monat     | American League | National League |
| --------- | --------------- | --------------- |
| April     | Chris Davis     | Justin Upton    |
| Mai       | Miguel Cabrera  | Domonic Brown   |
| Juni      | Jason Kipnis    | Yasiel Puig     |
| Juli      | Adrian Beltre   | Jayson Werth    |
| August    | Miguel Cabrera  | Martin Prado    |
| September | Josh Donaldson  | Hunter Pence    |

### Pitcher des Monats
Übersicht
| Monat     | American League | National League |
| --------- | --------------- | --------------- |
| April     | Clay Buchholz   | Matt Harvey     |
| Mai       | Jason Vargas    | Patrick Corbin  |
| Juni      | Bartolo Colón   | Adam Wainwright |
| Juli      | Chris Archer    | Clayton Kershaw |
| August    | Ivan Nova       | Zack Greinke    |
| September | Ubaldo Jiménez  | Kris Medlen     |

### Rookie des Monats
Übersicht
| Monat     | American League | National League |
| --------- | --------------- | --------------- |
| April     | Justin Grimm    | Evan Gattis     |
| Mai       | Nate Freiman    | Evan Gattis     |
| Juni      | Jose Iglesias   | Yasiel Puig     |
| Juli      | Chris Archer    | Jose Fernandez  |
| August    | Martin Perez    | Jose Fernandez  |
| September | Wil Myers       | Gerrit Cole     |